# Oğuz Yılmaz (Fußballspieler, 1993)
Oğuz Yılmaz (* 1. Januar 1993 in Istanbul) ist ein türkischer Fußballspieler, der aktuell bei Denizlispor unter Vertrag steht.

## Karriere
Yılmaz kam im Istanbuler Stadtteil Şişli auf die Welt und begann 2003 mit dem Vereinsfußball in der Jugend von Kartal Cevizli Gençlergücü. 2010 wechselte er in den Nachwuchs des Istanbuler Drittligisten Pendikspor. Im Sommer 2011 wurde er dann mit einem Profivertrag versehen und in den Profikader aufgenommen. Während der Saison 2011/12 schaffte er es zum Ergänzungsspieler und im Laufe der Saison 2012/13 zum Stammspieler.
In der Sommertransferperiode 2016 wurde er vom Zweitligisten Balıkesirspor verpflichtet. Nach 61 Einsätzen und drei Toren wechselte Yılmaz im Januar 2019 zum ambitionierten Ligakonkurrenten Denizlispor. Mit Denizlispor konnte er die Meisterschaft der TFF 1. Lig 2018/19 und den Aufstieg in die Süper Lig feiern.

## Erfolge
Denizlispor
- Meister der TFF 1. Lig und Aufstieg in die Süper Lig: 2018/19